# Anna Márton
Anna Márton (Budapest, 31 de marzo de 1995) es una deportista húngara que compite en esgrima, especialista en la modalidad de sable.
Ganó dos medallas en el Campeonato Mundial de Esgrima, en los años 2015 y 2023, y tres medallas en el Campeonato Europeo de Esgrima, en los años 2016 y 2019.
Participó en dos Juegos Olímpicos de Verano, en los años 2016 y 2020, ocupando el cuarto lugar en Tokio 2020, en la prueba individual.

## Palmarés internacional
| Campeonato Mundial | Campeonato Mundial    | Campeonato Mundial | Campeonato Mundial |
| Año                | Lugar                 | Medalla            | Prueba             |
| ------------------ | --------------------- | ------------------ | ------------------ |
| 2015               | Moscú (Rusia)         | Medalla de bronce  | Sable individual   |
| 2023               | Milán (Italia)        | Medalla de oro     | Sable por equipos  |
| Campeonato Europeo |                       |                    |                    |
| Año                | Lugar                 | Medalla            | Prueba             |
| 2016               | Toruń (Polonia)       | Medalla de plata   | Sable individual   |
| 2019               | Düsseldorf (Alemania) | Medalla de plata   | Sable por equipos  |
| 2019               | Düsseldorf (Alemania) | Medalla de bronce  | Sable individual   |